# La guerriglia delle studentesse
La guerriglia delle studentesse (女学生ゲリラ?, Jogakusei gerira) è un film del 1969 diretto da Masao Adachi.

## Trama
In Giappone un gruppo formato da tre studentesse e due studenti, ribelli sessantottini, si stabiliscono su una montagna al fine di addestrarsi per poter  mettere in atto una guerriglia contro la loro scuola. Ma la guerriglia inizia tra di loro; tra sesso e violenze le ragazze prendono il sopravvento.

## Distribuzione
Il film non è mai stato distribuito nei cinema italiani. È stato trasmesso per la prima volta da Fuori orario. Cose (mai) viste il 7 settembre 2013, con audio originale e sottotitoli italiani, e col divieto ai minori di 14 anni.